# Giorgi Margvelashvili
Giorgi Margvelashvili (em georgiano:  გიორგი მარგველაშვილი; Tbilisi, 4 de setembro de 1969) é um acadêmico e político georgiano, foi presidente da Geórgia de 2013 até 2018. Nasceu na capital e a maior cidade do país, Tbilisi. 